# Referendum costituzionale in Tagikistan del 2003
Il referendum costituzionale in Tagikistan del 2003 si svolse il 22 giugno 2003 per approvare 56 emendamenti ad alcuni capitoli e articoli della Costituzione della Repubblica del Tagikistan.

## Contesto
Nel gennaio 2003, l'Assemblea Suprema della Repubblica del Tagikistan propose di riformare la vigente Costituzione della Repubblica del Tagikistan, già adottata con un referendum popolare il 6 novembre 1994, al culmine della guerra civile del 1992-1997 e riformata nel 1999. I dibattiti tra i parlamentari e il governo iniziarono il 24 febbraio 2003 e il 19 marzo 2003 entrambe le camere del parlamento tagiko adottarono una deliberazione sull'introduzione di modifiche costituzionali, da approvarsi tramite referendum. Le modifiche includevano l'estensione del mandato presidenziale a sette anni, con possibilità di essere eletto per due mandati, oltre all'annullamento dei precedenti mandati dell'attuale presidente in carica Emomali Rakhmonov.
L'opposizione, tra cui il Partito della Rinascita Islamica del Tagikistan, il Partito Democratico del Tagikistan e il Partito Socialdemocratico del Tagikistan, si dichiarò contraria agli emendamenti costituzionali, ritenuti come un grande passo verso l'autoritarismo del presidente Emomali Rakhmonov fino a trasformare il Tagikistan in una dittatura. Durante questo periodo, il Tagikistan ha sperimentato gravi problemi socio-economici, una massiccia disoccupazione e ha cercato di ripristinare l'economia e l'immagine, gravemente minate dalla guerra civile; in questo periodo le relazioni con il vicino Uzbekistan erano, per una serie di ragioni, al livello di una "guerra fredda".

## Proposte referendari

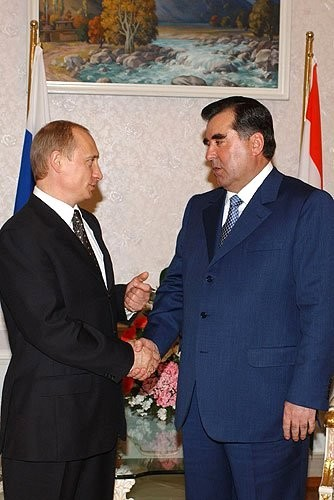
Emomali Rakhmonov e Vladimir Putin nell'aprile 2003 in Tagikistan

Il principale emendamento proposto alla Costituzione della Repubblica del Tagikistan era quello di limitare il mandato del Presidente della Repubblica del Tagikistan a sette anni e non più di due mandati consecutivi, ma allo stesso tempo, i precedenti mandati del l'attuale presidente Emomali Rakhmonov non sono stati presi in considerazione e sono stati "azzerati", e ipoteticamente, con l'osservanza in buona fede di questa legge e tenendo le prossime elezioni presidenziali e le ipotetiche vittorie di Emomali Rakhmonov nelle elezioni presidenziali del 2006 e 2013, ha potrebbe restare al potere fino al 2020. Per questo era necessario escludere dalla Costituzione il corrispondente articolo, che limitava la durata del mandato del presidente ad un solo mandato. Il referendum comprendeva anche questioni relative all'introduzione dell'assistenza sanitaria pubblica gratuita, all'estensione della durata del mandato dei giudici da 5 a 10 anni, modifiche agli articoli sulla piena garanzia da parte dello Stato del rispetto dei diritti e delle libertà umani e civili e altre modifiche minori e aggiunte. In totale sono stati proposti 56 emendamenti ai capitoli e agli articoli della Costituzione, che sono stati formulati da un solo quesito nella scheda referendaria.

## Operazioni di voto
Le schede referendarie sono state redatte in tre lingue:
- lingua tagika, lingua statale e ufficiale della Repubblica del Tagikistan
- lingua russa, riconosciuta dalla Costituzione della Repubblica del Tagikistan come lingua di comunicazione interetnica
- lingua uzbeca, ampiamente parlata nel nord e nell'ovest del paese

Secondo i dati ufficiali della Commissione elettorale centrale della repubblica, l'affluenza al referendum nazionale è stata un record di 96,39% (ovvero hanno votato 2.857.685 su 2.965.000 cittadini aventi diritto di voto).
Sono stati aperti anche seggi elettorali in alcune ambasciate e consolati all'estero, soprattutto in Russia e Uzbekistan. Lo stesso giorno fu dichiarato valido il referendum.

## Risultati
| Scelta                        | Votazione | %      |
| ----------------------------- | --------- | ------ |
| Sì                            | 2.661.250 | 93,82  |
| No                            | 175.246   | 6,18   |
| Schede bianche/nulle          | 21.189    | -      |
| Totale votanti                | 2.857.685 | 100    |
| Elettori registrati/affluenza | 2.965.000 | 96,39% |
| Fonte: Direct Democracy       |           |        |

## Conseguenze
Molti governi occidentali, compresi gli Stati Uniti d'America hanno ritenuto questo referendum come non conforme ai requisiti internazionali.
In seguito all'esito referendario, il parlamento ha adottato le opportune modifiche e modifiche alla Costituzione della Repubblica del Tagikistan.